# Jean-Jacques Girardot
Œuvres principales
- Gris et amer 1 : Les Visiteurs de l'éclipse
- L'Homme englué
- L'Éternité, moins la vie

Jean-Jacques Girardot, né le 10 août 1949 à Oullins, est un enseignant et écrivain français de science-fiction.

## Biographie
Jean-Jacques Girardot est né en 1949 à Oullins (Rhône, France). Enseignant et chercheur en informatique à l’École nationale supérieure des mines de Saint-Étienne, il soutient en 1976 sa thèse en Informatique, en 1989 sa thèse de docteur d’État en Mathématiques, puis devient directeur du département « Réseaux-Information-Multimédia ». Il est l'auteur d’ouvrages et de nombreux articles sur l’informatique, d’une vingtaine de nouvelles de fantastique et de science-fiction, dont certaines ont été réunies dans son recueil Dédales Virtuels, paru aux éditions Imaginaires Sans Frontières. À plusieurs reprises, il fut l'organisateur des rencontres littéraires « Remparts », consacrées à la science-fiction. Il est aussi l'animateur du site « Les Pages Françaises de Science-Fiction ». Il est enfin membre de l'Inventaire, collectif des compositeurs de musique électroacoustique de la région Auvergne-Rhône-Alpes, et enseigne aujourd'hui le design sonore à l'École des mines, et, à l'occasion, au Conservatoire de Saint-Étienne.

## Œuvres

### Nouvelles de science-fiction
Présentées dans son recueil Dédales Virtuels
- L'Humain visible, 2000
- L'Éternité, moins la vie, 1997
- Sur le seuil, 1997
- Simon & Lucie, une romance, 1998
- Voyageurs, 1988Également parue dans l'anthologie Escales sur l'horizon, publiée aux éditions Fleuve noir
- Le Mouton sur le penchant de la colline, 2000
- L'Instant d'éternité, 2002
- Le Jeu de la Création, 2002
- Gris et amer 1 : Les Visiteurs de l'éclipse, 2002Prix Rosny aîné 2003 de la meilleure nouvelle
- Gris et amer 2 : L'Adieu aux étoiles, 2002

Autres nouvelles
- L'Homme englué, 1979

## Prix
- Grand Prix de l'Imaginaire 2004.
- Prix Rosny aîné de la nouvelle 2003 pour le texte « Gris et Amer 1 : Les Visiteurs de l’éclipse », in Dédales Virtuels.
- Prix Alain Dorémieux 2001.